# Спам
Спам (англ. spam) — массовая рассылка корреспонденции (чаще всего рекламы) лицам, не выражавшим желания её получить. Распространителей спама называют спа́мерами.
В общепринятом значении термин «спам» в русском языке впервые стал употребляться применительно к рассылке электронных писем, а затем и сообщений в соцсетях и мессенджерах. Незапрошенные сообщения в системах мгновенного обмена сообщениями (например, ICQ) носят название Messaging SPIM (англ. Spam over IM).
Доля спама в мировом почтовом трафике составляла 60 % в 2006, 80 % в 2011, 47 % в 2024 году.

## Происхождение термина
В конце XIX века Western Union позволил отправку телеграфных сообщений в своей сети в многократные места назначения. Первый зарегистрированный случай массовой незапрашиваемой коммерческой телеграммы произошёл в мае 1864 года, когда некоторые британские политики получили незапрашиваемую телеграмму, рекламирующую стоматологические услуги.

Современный вид банки консервов «SPAM», давших имя интернет-термину

Первоначально слово «SPAM» появилось в 1937 году. Оно расшифровывалось как «Spiced ham» (острая ветчина), а также «Shoulder of pork and ham» (свиная лопатка и ветчина) и было товарным знаком для мясных консервов компании Hormel Foods Corporation — острого колбасного фарша из свинины.
После Второй мировой войны остались огромные запасы этих консервов, изготовленные для снабжения во время войны не только американских солдат, но и солдат союзников по программе ленд-лиза. Для того, чтобы сбыть свою продукцию не первой свежести, компания Hormel Foods провела первую в своём роде рекламную кампанию. Слово «SPAM» бросалось в глаза на каждом углу, с витрин всех дешёвых магазинов, оно было написано на бортах автобусов и трамваев. Это слово можно было прочесть на фасадах домов и в газетах. Реклама консервов «SPAM» беспрерывно транслировалась по радио.
Всемирную известность в применении к назойливой рекламе термин «SPAM» получил благодаря знаменитому скетчу «Спам» из известного телевизионного шоу «Летающий цирк Монти Пайтона» (1969) комик-группы из Великобритании «Монти Пайтон».
Смысл скетча сводится к тому, что в одном кафе все блюда в меню содержат «SPAM», некоторые даже по несколько раз. Когда главный герой скетча, пришедший в это кафе вместе с женой, просит принести ему блюдо без «SPAMа», официантка предлагает ему блюдо с «небольшим количеством SPAMа».
Посетитель возмущается, а хор викингов, сидящих за соседними столиками, начинает петь хвалебную песню «SPAMу»: «Spam, Spam, Spam, Spam… Lovely Spam! Wonderful Spam!» («Spam, Spam, Spam, Spam… Любимый Spam! Замечательный Spam!»), делая невозможным диалог официантки и посетителей (то есть начинает «spamming» — «спамить» диалог), после чего скетч погружается в хаос. В конце скетча жена героя восклицает: «Я не люблю „SPAM“»! (англ. «I don’t like spam!»). В титрах к именам действующих лиц также было добавлено слово «SPAM» (Spam Terry Jones, Michael Spam Palin, John Spam John Spam John Spam Cleese и др.). В общей сложности это слово упоминается в скетче 108 раз.
В 1986 году в конференциях Usenet появилось множество одинаковых сообщений от некоего Дэйва Родеса, который рекламировал новую финансовую пирамиду. Заголовок гласил: «Заработай кучу денег», а в письмах содержалась инструкция, как это сделать. Автор с завидным упорством продолжал дублировать свои тексты, и они настолько приелись подписчикам, что их стали сравнивать с рекламируемыми в скетче консервами.
Так за словом «спам» закрепилось новое значение, позднее перешедшее в компьютерную терминологию для обозначения назойливых рекламных рассылок.

## Наиболее распространённые виды спама
По данным Лаборатории Касперского,
в феврале 2010 года почтовый спам в интернете распределился по тематике следующим образом: в 18,9 % — образование, 15,7 % — отдых и путешествия, 15,5 % — медикаменты, товары/услуги для здоровья, 9,2 % — компьютерное мошенничество, 6,5 % — компьютеры и интернет, 5,2 % — реплики элитных товаров, 4,1 % — реклама спамерских услуг, 2,7 % — для взрослых, 2,2 % — недвижимость, 2,2 % — юридические услуги, 1,9 % — личные финансы, 1,4 % — полиграфия.

### Реклама
Компании, занимающиеся легальным бизнесом, могут рекламировать свои товары или услуги с помощью спама.
Привлекательность такой рекламы — низкая стоимость и (предположительно) большой охват потенциальных клиентов. Впрочем, такая реклама может иметь и обратный эффект, вызывая насторожённость у получателей.

### Реклама незаконной продукции
С помощью спама рекламируют продукцию, о которой нельзя сообщить другими способами — например, порнографию, контрафактные товары (подделки, конфискат), лекарственные средства с ограничениями по обороту, незаконно полученную закрытую информацию (базы данных), контрафактное программное обеспечение.
Сюда же относится и реклама самих услуг рассылки спама (законодательно в России спам запрещён, но борьба со спамерами законными методами крайне затруднена).

### Антиреклама
Запрещённая законодательством о рекламе информация — например, порочащая конкурентов и их продукцию, — также может распространяться с помощью спама.

### «Нигерийские письма»
Иногда спам используется мошенниками, чтобы выманить деньги у получателя письма. Распространённый способ получил название «нигерийские письма», потому что большое количество таких писем якобы приходило из Нигерии.
Такое письмо содержит сообщение о том, что получатель письма якобы может получить каким-либо образом большую сумму денег (напр. наследство однофамильца получателя), а отправитель может ему в этом помочь. Затем отправитель письма просит перевести ему относительно «немного» денег под предлогом того, что они нужны, например, для оформления документов, открытия счета, оплаты проезда или пересылочных расходов; про обещанную же крупную сумму при этом обычно говорится, что она пока недоступна, и выманиваемые деньги нужны для овладения ею. Выманивание этих денег и является целью мошенников.
Более узкое название этого вида мошенничества — скам или скам 419 (по номеру статьи в УК Нигерии).

### Фишинг
«Фишинг» (англ. phishing от password — пароль и fishing — рыбалка) — ещё один способ мошенничества. Он представляет собой попытку спамеров выманить у получателя письма номера его кредитных карточек или пароли доступа к системам онлайновых платежей. Такое письмо обычно маскируется под официальное сообщение от администрации банка. В нём говорится, что получатель должен подтвердить сведения о себе, иначе его счёт будет заблокирован, и приводится адрес сайта (принадлежащего спамерам) с формой, которую надо заполнить. Среди данных, которые требуется сообщить, присутствуют и те, которые нужны мошенникам. Для того, чтобы жертва не догадалась об обмане, оформление этого сайта также имитирует оформление официального сайта банка.

### Другие виды спама
- Письма счастья
- Пропаганда.
- DoS и DDoS-атаки.
- Массовая рассылка от имени другого лица, для того чтобы вызвать к нему негативное отношение.
- Массовая рассылка писем, содержащих компьютерные вирусы (для их начального распространения).
- Рассылка писем, содержащих душещипательную историю (как правило, о больном, либо пострадавшем в результате несчастного случая ребёнке) с информацией о том, что за каждую пересылку письма некий интернет-провайдер якобы выплатит семье пострадавшего определённую сумму денег «на лечение». Целью такой рассылки является сбор e-mail адресов: после многочисленных пересылок «всем знакомым» в тексте такого письма часто содержатся e-mail адреса всех, кому оно было переслано ранее. А в числе очередных адресатов вполне может оказаться и инициировавший её спамер.

Есть также два типа массовых рассылок, которые обычно не относят к категории спама, потому что они осуществляются неумышленно.
- Почтовые черви определённого типа распространяют себя при помощи электронной почты. Заразив очередной компьютер, такой червь сканирует компьютер в поисках email-адресов и рассылает себя по найденным адресам.
- Почтовый сервер, отвергнув письмо, может послать отправителю уведомление о недоставке (англ. Non-delivery report, NDR). Поскольку в спаме адрес отправителя подделан, не имеющий отношения к рассылке пользователь может получить в свой адрес множество сообщений о недоставке. Английский термин для этого явления — backscatter.
- Аналогичное поведение демонстрируют некоторые антивирусные программы и спам-фильтры. Впрочем, такое поведение встречается только у очень старых программ — выпущенных ещё до того, как проблема спама в Интернете встала во весь рост[10].

## Способы распространения

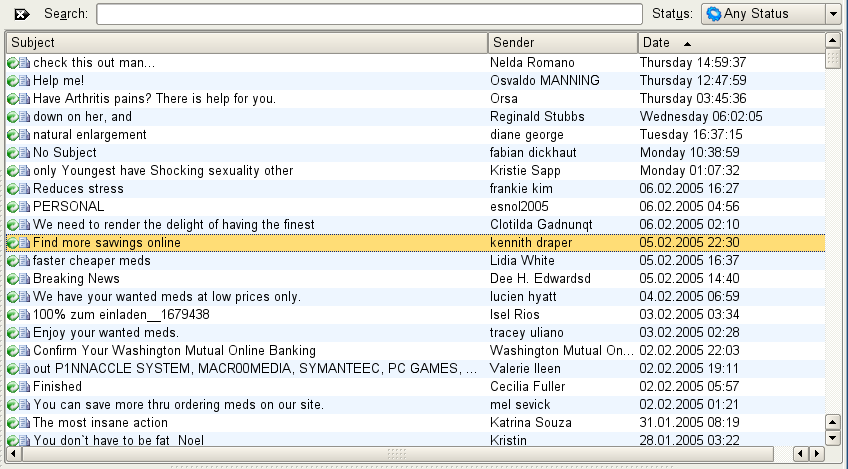
Папка со спамом в окне почтового клиента KMail

### Электронная почта
В недавнем прошлом, самый большой поток спама распространялся через электронную почту (e-mail). К примеру, в 2007 году доля вирусов и спама в общем трафике электронной почты составляла по разным оценкам от 70 до 95 процентов. Массовые рассылки спама организовали трояны и черви Conficker, Storm Worm и Sobig.
В 2005 г. в спаме часто встречалась реклама популярных специфических товаров: часов (подделки под известные марки), лекарственных препаратов (дженерики средств для усиления потенции) и т. п.
Спамеры собирают email адреса с помощью специального робота или вручную (редко), используя веб-страницы, конференции Usenet, списки рассылки, электронные доски объявлений, гостевые книги, чаты, приобретают через нелегальные источники. Программа-робот способна собрать за час тысячи адресов и создать из них базу данных для дальнейшей рассылки спама. Некоторые компании занимаются только сбором адресов для продажи, некоторые — продают спамерам e-mail адреса своих клиентов, заказавших товары или услуги по электронной почте. Ещё один способ получить большой список работающих e-mail адресов: адреса сначала генерируются случайным образом по заданным шаблонам, а потом проверяются специальной программой-валидатором на их пригодность для использования.
Дополнительно после валидатора может применяться тяжело диагностируемый вариант для поиска адресатов, активно пользующихся антиспамом своего сервиса (либо для поиска адресов, не тестируемых валидатором) — с помощью генератора почты на различающихся сервисах создаются столько же ящиков, сколько адресов в базе, и с них рассылается по одному письму заведомо спамерского характера на каждый адрес, затем, через определённое время, список «сдвигается» на одну строчку и снова рассылаются такие же письма. Заблокированные ящики свидетельствуют об активности адресата, поэтому в случае повторяющихся однотипных атак нужно либо жёстко блокировать всё до конца, либо удалять такие письма, не читая, в обычную корзину и, вероятно, через некоторое время подобный спам прекратится.
Часто за спам принимают нежелательную информацию, на которую пользователь тем не менее подписался самостоятельно — выразил согласие на рассылку при установке программы или регистрации на сайте, заполнил анкету в магазине и т. п. Подобные рассылки рассылаются централизованно и официально при помощи специальных сервисов, имеющих соответствующие ресурсы. Деятельность таких сервисов затрудняют жалобы получателей, часто рассылку блокируют крупнейшие почтовые сервисы.
Для рассылки спама используются подключённые к Интернет плохо защищённые или неправильно настроенные компьютеры.
Это могут быть:
- Серверы, которые по ошибке настроены так, что разрешают свободную пересылку почты (open relay, open proxy).
- Webmail сервисы, разрешающие анонимный доступ или доступ с простой регистрацией новых пользователей (которую могут выполнить специальные программы-роботы).
- Компьютеры-зомби. Некоторые спамеры используют известные уязвимости в программном обеспечении или компьютерные вирусы для того, чтобы захватить управление большим числом компьютеров, подключённых к Интернету, и использовать их для рассылки спама.
- Почтовые серверы, отправляющие bounce-сообщение при невозможности доставить письмо. Спамеры посылают письмо на заведомо несуществующий адрес, указывая поддельный адрес отправителя (тот, по которому нужно доставить спам). Сервер формирует письмо с сообщением об ошибке и отправляет его по указанному адресу, часто, помещая в него и текст исходного письма. Такое поведение сервера соответствует стандартам, принятым в Интернете. Более того, в некоторых случаях, это — единственный способ уведомить отправителя о проблеме (например, при пересылке письма через несколько последовательных серверов).Тем не менее, руководства для системных администраторов часто содержат рекомендации настроить почтовый сервер так, чтобы при попытке доставить письмо на несуществующий адрес сервер вместо формирования сообщения об ошибке разрывал бы соединение.
- Используют разного рода неочевидные уязвимости и неправильные (либо консервативные) настройки почтовых серверов для несанкционированных рассылок спама.
- Сервис Revenge Spam от компании Product Hunt[17].

Для затруднения автоматической фильтрации спама сообщения часто искажаются — вместо букв используются похожие по начертанию цифры, латинские буквы вместо русских, в случайных местах добавляются пробелы. Используются и другие приёмы.
Применяются различные уловки для того, чтобы убедиться, что сообщение получено и прочитано. Среди них:
- Запрос подтверждения о доставке. Некоторые почтовые клиенты могут отправлять его автоматически.
- Письма, содержащие изображения, которые загружаются с сайтов, контролируемых спамерами (иногда это прозрачные однопиксельные gif-файлы, остающиеся незамеченными из-за малого размера и совпадающего с фоном цвета).
- Ссылки на веб-страницы, на которых предлагается получить дополнительную информацию.
- Предложение отменить подписку на эту рассылку, послав письмо по указанному адресу (в действительности рассылка, как правило, не прекращается).

Если спамеры получают подтверждение, что почтовый адрес действительно используется, то поток спама может увеличиться многократно.
К 2024 году количество спама в электронной почте существенно снизилось (с 80 % в 2011 до 47 % в 2024). Основная причина — существенный рост уровня защиты почтового ящика и продвинутые фильтры. Его в качестве самого популярного вида спама заменил автоматизированный телефонный обзвон.

### Чаты
Нежелательная реклама в чатах, например, ссылки на интернет-ресурсы, не связанные с обсуждениями, самим чатом или его пользователями, также является разновидностью спама.

### Мгновенные сообщения
С развитием служб доставки мгновенных сообщений, спамеры стали использовать их для своих целей. Многие из этих служб предоставляют список пользователей, которым можно воспользоваться для рассылки спама.
Более узкое и малоизвестное название этого вида спама — спим (SPam + Instant Messenger). 

### Социальные сети и сайты знакомств
В последнее время значительная часть личных сообщений, приходящих пользователям популярных социальных сетей и сайтов знакомств, — спам, часто рассылаетмый от имени пользователей, логины и пароли к чьим аккаунтам попали в руки спамеров (что облегчает обход различных ограничений). Кроме личных сообщений также могут использоваться и другие способы коммуникации в социальных сетях — приглашения в группы или сообщества, заявки о «дружбе», отправление фото-, видео-контента, содержащего рекламу.

### Блоги, вики, форумы, доски объявлений
Нежелательная реклама и схожие сообщения (такие как просьбы проголосовать) также рассылается на сайтах, на которых можно оставлять комментарии (например, форумы и блоги) или те, которые можно свободно редактировать — вики. Поскольку эти страницы открыты для свободного редактирования, на них может быть размещён спам — сплоги. Подобный спам труднее удалить (как правило, сообщения в форумах и блогах могут редактировать только привилегированные пользователи — соответственно, рядовой участник должен связаться с кем-нибудь из них).
Спам в комментариях преследует две цели: увеличение количества входящих ссылок на продвигаемый сайт (в частности, для повышения Google PR или тИЦ Яндекса), а также для увеличения посещаемости продвигаемого сайта (если комментарий оставлен на более популярном ресурсе).
Другой разновидностью спама в блогах является поголовное, часто — автоматическое, внесение пользователей в список «друзей» без знакомства с их персональными страницами, как правило, с целью искусственного повышения собственного рейтинга путём получения «взаимной» дружбы, либо привлечения внимания к сетевой рекламе, размещённой в журнале спамера. Такой вид спама иногда называют «Френдоспамом» (от англ. friend — друг). Встречается также и в соцсетях, сервисах видеоблогинга и прочих.
Особое внимание стоит обратить на размещение спама на досках объявлений. Обычно на таких досках размещают информацию коммерческого и полукоммерческого содержания. Зачастую спамеры размещают своё объявление во всех доступных разделах, чтобы увеличить релевантность сообщения в индексируемых страницах поисковыми механизмами. Сами объявления маскируются под коммерческое объявление, иногда каждое слово выглядит как гиперссылка. Иногда в одном объявлении можно увидеть более десятка ссылок, ведущих на разные страницы.
Модерировать доски объявлений с большим количеством объявлений очень трудно, часто срабатывает человеческий фактор — невнимательность.

### Поисковый спам
Поисковый спам — страницы и web-сайты, созданные с целью манипулирования результатами в выдаче поисковых систем, например, дорвеи — страницы с ключевыми словами и автоматическим перенаправлением на «нужный» сайт.
За последние годы алгоритмы поисковых систем стали намного сложнее и лучше в плане борьбы с поисковым спамом.

### Сетевые сообщения

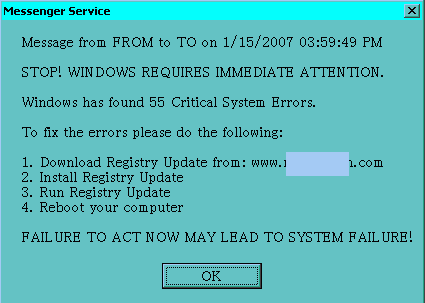
Сообщение по сети с рекламой (рекламируемый адрес удалён)

Когда-то давно спам рассылали по локальной сети через встроенную в Microsoft Windows SMB-службу Messenger. Такие сообщения появляются в виде всплывающих окон (если не установлено стороннего ПО, обрабатывающего их по-другому). В этом случае для отключения их приёма можно, например, остановить службу Messenger командой net stop messenger. В версиях Windows NT, начиная с Windows XP SP2, эта служба уже остановлена по умолчанию, поэтому данный способ рассылки встречается всё реже. Соединения извне на порты SMB закрыты с начала 2000-х после массового распространения SMB-червей.

### Usenet
Многие группы новостей Usenet, особенно немодерируемые, были покинуты пользователями и сейчас содержат в основном рекламу, часто даже совсем не по теме. Вместо других были созданы модерируемые конференции.

### SMS-сообщения
Спам может распространяться не только через Интернет. Рекламные сообщения, присылаемые на мобильные телефоны с помощью SMS-сообщений, особенно неприятны тем, что от них труднее защититься.
Во многих[каких?] странах введены законодательные ограничения на рассылки рекламных SMS сообщений людям, не давшим своё явное согласие на это.
Телефонные номера для рассылок спама могут получать как полузаконными путями (из сервисов, сайтов, магазинов и прочих, где человек оставил свой телефонный номер), так и незаконным путём.
Согласие на получение информационной и/или рекламной рассылки или передачи личных данных в том числе эл. почты третьим лицам (с последующим занесением его в список рекламной и/или информационной рассылкой) иногда встречается при заключении различных договоров

## Сбор адресов электронной почты
Спамеры выясняют почтовые адреса пользователей разными способами. Вот некоторые из них:
1. Адрес почтового ящика пользователя опубликован на общедоступном сайте — чаще всего в гостевой книге, форуме, личной карточке и т. д., где его может обнаружить специальная программа (харвестер), сканирующая сайты наподобие индексирующего робота поисковых систем.
2. Адрес почтового ящика пользователя опубликован в Usenet.
3. Если адрес почтового ящика представляет собой не уникальное слово, например, распространённое имя или название, то оно может быть подобрано по словарю. У спамеров есть специальные словари, включающие в себя простые слова, имена людей, названия географических объектов и некоторые наиболее популярные сочетания сетевого сленга. Комбинируя этот словарь и перечень доменных имён (открыто публикующийся), спамеры получают список адресов для рассылки.
4. Если компьютер человека, с которым переписывался владелец данного ящика, был заражён троянской программой, то все адреса из его адресной книги могут попасть к спамеру.
5. База данных клиентов какой-либо компании может быть украдена или даже продана самими сотрудниками компании спамерам.
6. Если пользователь добровольно согласился получать рекламные письма[21].

## Причиняемый вред
Массовая рассылка спама имеет низкую себестоимость для отправителя в расчёте на сообщение. Однако огромное количество бесполезных сообщений наносит очевидный вред получателям. В первую очередь речь идёт о времени, потраченном впустую на отсеивание ненужной почты и выискивание среди неё отдельных нужных писем. Очень часто интернет-трафик стоит дорого, и пользователю приходится платить за очевидно ненужные письма. Самый большой вред исходит из-за неосведомлённости получателей спама, которые открывают спамные письма, переходят по ссылкам, якобы присланным их знакомыми, скачивают вирусы и не подозревая того, распространяют их в обществе (чаще первыми в списке заражённых оказываются рабочие компьютеры). Считается, что спам может быть выгоден провайдерам, так как приводит к повышенному трафику. На самом деле, провайдеры также несут дополнительные затраты из-за повышения бесполезной нагрузки на каналы и оборудование. Именно провайдерам приходится тратить ресурсы на избыточное оборудование и системы защиты от спама. Согласно общедоступной статистике, не менее 80 % пересылаемых писем в 2009 году составлял спам (по данным некоторых исследований на одного интернет-пользователя в 2008 году приходилось по 70 спамовых сообщений в сутки). К 2024 процент спама в электронной почте снизился до 47 %. Большая часть его отсекалась почтовыми серверами во время получения еще в 2009 году, и алгоритмы работы фильтров непрерывно развивались. Но даже оставшейся меньшей части достаточно для осложнения жизни пользователей. Провайдеры несут дополнительные издержки из-за постоянной необходимости борьбы со спамерами (избыточное оборудование, избыточная ёмкость каналов, специальное программное обеспечение для распознавания спама).
Спам также вредит репутации компаний, пользующихся этим способом вирусного маркетинга. Имитация спам-рассылки может применяться для дискредитации рекламируемого товара и/или оператора связи, с адресов которого она (якобы или действительно) проводится. Так что спам можно использовать при недобросовестной конкуренции и в «чёрном» пиаре.
По данным специалистов Российской ассоциации электронных коммуникаций (РАЭК), в 2009 году ущерб экономики России от спама составил 14,1 млрд рублей. Тем временем аналитики ФБК утверждают, что каждый год спамеры наносят экономике России потери на сумму от 31,3 до 47,2 млрд рублей.
Россия оказалась на четвёртом месте в рейтинге самых активных распространителей спама. Перечень составила британская компания Sophos, которая занимается защитой данных и разработкой антивирусного программного обеспечения. В 2024 году России заняла первое место, обеспечивая 36 % мирового спама, следующий вторым Китай генерировал 17 %.

## Оценки эффективности
Тестирование и анализ результатов рассылки спама неизменно показывает его исключительно низкую эффективность, а часто и почти полную безрезультатность. Например, во время рекламной кампании в Калифорнии с 75 869 компьютеров за 26 дней были разосланы 350 млн извещений о продаже нового лекарства на натуральной основе. В итоге фирма получила 28 заказов.

## Спамеры
Американец Сэнфорд Уоллес по прозвищу «Король спама» был оштрафован на 4, 234 и 711 млн долларов (2006, 2008 и 2009 года соответственно).
Известный российский спамер Леонид Куваев, занимающий второе место в списке самых злостных спамеров Интернета, начинал свой бизнес в Америке, однако в 2005 году попал под суд — генеральный прокурор штата Массачусетс определил, что спамерская сеть Куваева, в том числе партнёрская программа BadCow, генерируют ему 30 млн долларов США ежегодно — и выходцу из РФ присудили штраф в размере 37 млн долларов США. Однако, тот уехал обратно в Россию, откуда его не удалось достать даже с помощью ФБР. Его сайты продолжали продавать «Виагру» без лицензии и рассылать спам через ботнеты. В декабре 2009 года Куваев был арестован в Москве за педофилию, в суд передано дело по шестидесяти эпизодам домогательств к несовершеннолетним.
- Центр Американского Английского — один из наиболее известных российских спамеров.
- Центр Плюс, Экстра М — наиболее известные представители «бумажного спама».

## Борьба со спамом

### Идеология
Очевидно, что спам приносит экономическую выгоду его заказчикам. Это означает, что пользователи, несмотря на неприязнь к спаму, всё-таки пользуются рекламируемыми посредством спама услугами. До тех пор, пока отдача от спама превышает затраты на преодоление защиты, спам не исчезнет. Таким образом, самым надёжным способом борьбы является отказ от услуг, рекламируемых посредством спама. Встречаются предложения о применении общественного осуждения, вплоть до прекращения общения, против лиц, покупающих рекламируемые спамом товары и услуги.
Другие способы направлены на затруднение спамерам доступа к пользователям.

### Превентивные меры защиты
Самый надёжный способ борьбы со спамом — не позволить спамерам узнать электронный адрес. Это трудная задача, но некоторые меры предосторожности можно предпринять.
- Не следует публиковать свой адрес на общедоступных сайтах.
  - Если по каким-то причинам адрес электронной почты приходится публиковать, его можно закодировать наподобие «u_s_e_r_(a)_d_o_m_a_i_n_._n_e_t». Спамеры используют специальные программы для сканирования сайтов и сбора почтовых адресов, поэтому даже такая маскировка адреса может помочь. Следует помнить, однако, что в самых простых случаях «закодированный» адрес сможет распознать и программа. К тому же, это создаёт неудобства не только для спамеров, но и для обычных пользователей.
  - Публичные сайты могут скрывать адреса электронной почты зарегистрированных пользователей, оставляя возможность отправить сообщение по нику. Реальный адрес подставляется сервером из профиля пользователя, и другим пользователям невидим.
  - Адрес можно представить в виде картинки. Существуют онлайн-службы, делающие это автоматически (однако, не следует забывать, что некоторые из этих служб могут сами собирать и продавать введённые пользователями почтовые адреса). Кроме того, это можно сделать в любом графическом редакторе  или просто написать электронный адрес от руки и сфотографировать.
  - На web-страницах адреса электронной почты можно кодировать при помощи JavaScript.
- Можно завести специальный ящик для регистрации в службах, не вызывающих особого доверия, и не использовать его для обычной работы. Существуют даже службы, выдающие одноразовые адреса электронной почты специально для того, чтобы указывать их в сомнительных случаях.
- Никогда не следует отвечать на спам или переходить по содержащимся в нём ссылкам, в том числе и по ссылкам, предназначенным якобы для отписки от рассылки. Такое действие подтвердит, что электронный адрес реально существует, активно используется, а его получатель читает спам, и приведёт к увеличению количества спама.
- Факт загрузки картинок, включённых в письмо, при прочтении, может использоваться для проверки активности почтового адреса. Поэтому рекомендуется при запросе почтового клиента о разрешении загрузки картинки запрещать действие, если вы не уверены в отправителе.
- Выбирая адрес электронной почты, следует, по возможности, остановиться на длинном и неудобном для угадывания имени. Так, имеется менее 12 миллионов имён, состоящих из не более 5 латинских букв. Даже если добавить цифры и символ подчерка, количество ников менее 70 миллионов. Спамер может отправить почту на все такие имена и отсеять те, с которых ему пришёл ответ «адресата не существует». Таким образом, желательно, чтобы имя было не короче 6 символов, а если в нём нет цифр — не короче 7 символов. Желательно также, чтобы имя не было словом в любом языке, включая распространённые имена собственные, а также записанные латиницей русские слова. В этом случае адрес может быть угадан путём перебора слов и комбинаций по словарю.
- Можно время от времени менять свой адрес, но это связано с очевидными трудностями: нужно сообщить новый адрес людям, от которых хотелось бы получать почту.
- Компании часто не публикуют свой адрес, вместо этого используя CGI для связи с пользователями.

У всех методик сокрытия адреса есть принципиальный недостаток: они создают неудобства не только предполагаемым спамерам, но и реальным адресатам. К тому же, зачастую адрес опубликовать просто необходимо — например, если это контактный адрес фирмы.

### Фильтрация
Поскольку рекламные письма, как правило, сильно отличаются от обычной корреспонденции, распространённым методом борьбы с ними стало отсеивание их из входящего потока почты. На настоящее время этот метод — основной и наиболее широко используемый.

#### Автоматическая фильтрация
Существует программное обеспечение (ПО) для автоматического определения спама (т. н. спам-фильтры). Оно может быть предназначено для конечных пользователей или для использования на серверах. Это ПО использует два основных подхода.
Первый заключается в том, что анализируется содержание письма и делается вывод, спам это или нет. Письмо, классифицированное как спам, отделяется от прочей корреспонденции: оно может быть помечено, перемещено в другую папку, удалено. Такое ПО может работать как на сервере, так и на компьютере клиента. В последнем случае пользователь не видит отфильтрованного спама, но продолжает нести издержки, связанные с его приёмом, так как фильтрующее ПО получает каждое письмо и только потом решает, показывать его или нет. С другой стороны, если ПО работает на сервере, пользователь не несёт издержек по передаче его на свой компьютер, однако, в этом случае пользователь рискует не получить письмо, ошибочно воспринятое фильтром как спам.
Второй подход заключается в том, чтобы, применяя различные методы, опознать отправителя как спамера, не заглядывая в текст письма. Это ПО может работать только на сервере, который непосредственно принимает письма. При таком подходе дополнительный трафик тратится только сервером на общение со спамерскими почтовыми программами (то есть на отказы принимать письма) и обращения к другим серверам (если таковые нужны) при проверке.
Существуют также специализированные online-сервисы, например, сервис Kaspersky Hosted Security от «Лаборатории Касперского», Outcom «СПАМОРЕЗ», ИНКАП «Антиспам-Пост», ContrSpam, Антиспамус предоставляющие платную защиту от спама. Изменение MX-записи в доменном имени предприятия (см. DNS) особым образом позволяет перенаправить почту для защищаемого домена на специализированный почтовый сервер, где она очищается от спама и вирусов, а затем направляется на корпоративный почтовый сервер. Метод подходит для корпоративных пользователей и не годится для обладателей почтовых ящиков в публичных почтовых системах.
Ещё одна проблема автоматической фильтрации в том, что она может по ошибке отмечать полезные сообщения как спам. Поэтому многие почтовые сервисы и программы по желанию пользователя могут не стирать сообщения, которые фильтр счёл спамом, а помещать их в отдельную папку.

#### Методы автоматической фильтрации
Программы автоматической фильтрации используют статистический анализ содержания письма для принятия решения, является ли оно спамом. На практике пользуются популярностью методы байесовской фильтрации спама. Для работы этих методов требуется предварительное «обучение» фильтров путём передачи ему рассортированных вручную писем для выявления статистических особенностей нормальных писем и спама.
Метод очень хорошо работает при сортировке текстовых сообщений (в том числе HTML). После обучения на достаточно большой выборке удаётся отсечь до 95—97 % спама. Для обхода таких фильтров спамеры иногда помещают содержательную часть в картинку, вложенную в письмо, текст же либо отсутствует, либо случаен, что не позволяет фильтру составить статистику для распознавания таких писем. В этом случае необходимо пользоваться программами распознавания текста (большинство современных почтовых программ этого не поддерживают), либо использовать другие методы.
Залог надёжной работы байесовского метода — постоянное дообучение фильтра и указание ему на совершаемые ошибки. В почтовых программах для этого вводится возможность ручной пометки сообщения «спам/не-спам», а в почтовых сервисах в интернете — кнопка «пожаловаться на спам».

#### Неавтоматическая фильтрация
Многие программы и почтовые сервисы в интернете позволяют пользователю задавать собственные фильтры. Такие фильтры могут состоять из слов или, реже, регулярных выражений, в зависимости от наличия или отсутствия которых сообщение попадает или не попадает в мусорный ящик. Однако такая фильтрация трудоёмкая и негибкая, кроме того, требует от пользователя известной степени знакомства с компьютерами. С другой стороны, она позволяет эффективно отсеять часть спама, и пользователь точно знает, какие сообщения будут отсеяны и почему.

### Чёрные списки
Чёрный список — перечень физических или юридических лиц, которые по каким-либо причинам признаны недружественными по отношению к субъекту-составителю списка.

#### Принадлежность, использование, эффективность
К ним относятся:
- списки IP-адреса компьютеров, о которых известно, что с них ведётся рассылка спама;
- (широко используются) списки компьютеров, которые можно использовать для рассылки — «открытые релеи» и «открытые прокси», а также — списки «диалапов» — клиентских адресов, на которых не может быть почтовых серверов;
- (возможное использование) локальный список или список, поддерживаемый кем-то ещё;
- (широкое распространение благодаря простоте реализации) чёрные списки, запрос к которым осуществляется через службу DNS. Они получили название DNSBL (DNS Black List). В настоящее время этот метод не очень эффективен. Спамеры находят новые компьютеры для своих целей быстрее, чем их успевают заносить в чёрные списки. Кроме того, несколько компьютеров, отправляющих спам, могут скомпрометировать весь почтовый домен или подсеть, и тысячи законопослушных пользователей на неопределённое время будут лишены возможности отправлять почту серверам, использующим такой чёрный список;
- (встречаются) списки проповедующих довольно радикальные теории (например, приравнивая вирусные сообщения к злонамеренному спаму и т. п.).

#### Неправильное использование
Нередко безответственное и неправильное использование чёрных списков администраторами ресурсов, приводящее к блокированию большого числа ни в чём не повинных пользователей.
Пример: использование списков без точных представлений того, какие адреса и каким образом в него включаются, использование почтовых чёрных списков для web-ресурсов и т. п.

#### Безответственное использование
Пример: непредоставление пользователю (или администратору) заблокированного адреса информации о списке (так как их существует великое множество) или использование принципа презумпции виновности.

### Авторизация почтовых серверов
Были предложены различные способы для подтверждения того, что компьютер, отправляющий письмо, действительно имеет на это право (Sender ID, SPF, Caller ID, Yahoo DomainKeys, MessageLevel[1]), но они пока не получили широкого распространения. Кроме того, эти технологии ограничивают некоторые распространённые виды функциональности почтовых серверов: становится невозможно автоматически перенаправлять корреспонденцию с одного почтового сервера на другой (SMTP Forwarding).
Наибольшее распространение получила практика «провайдер почты несёт ответственность за своих пользователей»: поставщик услуг электронной почты устанавливает правила её использования, ограничивающие массовость возможных рассылок, и обеспечивает их выполнение. Публичные провайдеры для этого используют аутентификацию как при приёме, так и при отправке почты. Интернет-провайдеры же разрешают клиентам устанавливать SMTP-соединения только со своими (провайдера) серверами запрещая соединения с другими серверами или же «прозрачно» переадресовывая их на свой сервер. Это позволяет блокировать рассылку спама напрямую — на SMTP-серверы получателей писем, однако доставляет неудобство желающим отправлять почту через свой SMTP-сервер (например, корпоративный или публичный, что особо актуально для пользователей мобильных компьютеров). Решением тут может быть разделение потока отправки писем почтовыми программами (через 587 порт с обязательной авторизацией, RFC 4409) и потока передачи писем между SMTP-серверами (через 25-й порт), которое поддерживается на сегодня многими серверами (в том числе и публичными, например, mail.ru, yandex.ru). Однако, стандартом это не стало и почти все почтовые программы по умолчанию для отправки почты используют 25-й порт.

### Серые списки
Метод серых списков основан на том, что «поведение» программного обеспечения, предназначенного для рассылки спама, отличается от поведения обычных почтовых серверов: спамерские программы не пытаются повторно отправить письмо при возникновении вре́менной ошибки, как того требует протокол SMTP. Точнее, пытаясь обойти защиту, при последующих попытках они используют другой релей, другой обратный адрес и т. п., поэтому это выглядят для принимающей стороны как попытки отправки разных писем.
Простейшая версия серых списков работает следующим образом. Все ранее неизвестные SMTP-серверы находятся в «сером» списке. Почта с таких серверов не принимается, но и не отклоняется совсем — им возвращается код временной ошибки («приходите позже»). В случае, если сервер-отправитель повторяет свою попытку не менее чем через время {\displaystyle t_{g}} (это время называется задержкой), сервер вносится в белый список, а почта принимается. Поэтому обычные письма (не спам) не теряются, а только задерживается их доставка (они остаются в очереди на сервере отправителя и доставляются после одной или нескольких неудачных попыток). Программы-спамеры либо не умеют повторно отправлять письма, либо используемые ими серверы успевают за время задержки попасть в чёрные списки DNSBL.
Этот метод еще в 2009 году позволял отсеять до 90 % спама практически без риска потерять важные письма. Однако его тоже нельзя назвать безупречным.
- Могут ошибочно отсеиваться письма с серверов, не выполняющих рекомендации протокола SMTP, например, рассылки с новостных сайтов. Серверы с таким поведением по возможности заносятся в белые списки.
- Задержка при доставке письма может достигать получаса и более, что может быть неприемлемо для срочной корреспонденции. Этот недостаток компенсируется тем, что задержка вносится только при посылке первого письма от ранее неизвестного отправителя. Также, многие реализации серых списков автоматически, после некоторого периода «знакомства», вносят SMTP-сервер в белый список. Есть и способы межсерверного обмена такими белыми списками. В результате, после начального периода «запоминания», фактически задерживается менее 20 % писем.
- Крупные почтовые службы используют несколько серверов с разными IP-адресами, более того, возможна ситуация, когда несколько серверов по очереди пытаются отправить одно и то же письмо. Это может привести к очень большим задержкам при доставке писем. Пулы серверов с таким поведением также по возможности заносятся в белые списки.
- Спамерские программы могут совершенствоваться. Поддержка повторной посылки сообщения реализуется довольно легко и в значительной степени нивелирует данный вид защиты. Ключевым показателем в этой борьбе является соотношение характерного времени попадания спамера в чёрные списки {\displaystyle t_{b}} и типичного времени задержки «серых» списков {\displaystyle t_{g}}. При {\displaystyle t_{b}\gg t_{g}} серые списки в перспективе бесполезны; при {\displaystyle t_{b}\ll t_{g}} серые списки труднопреодолимы для спамеров.

### Другие методы
- Общие ужесточения требований к письмам и отправителям, например — отказ в приёме писем с неправильным обратным адресом (письма из несуществующих доменов), проверка доменного имени по IP-адресу компьютера, с которого идёт письмо, и т. п. С помощью данных мер отсеивается только самый примитивный спам — небольшое, но не нулевое число сообщений, которое оставляет смысл их применения.
- Сортировка писем по содержанию полей заголовка письма даёт возможность избавиться от некоторого количества спама. Некоторые клиентские программы (например, Mozilla Thunderbird или The Bat!) дают возможность проанализировать заголовки, не скачивая с сервера всё письмо целиком, таким образом экономя трафик.
- Системы типа «вызов-ответ» позволяют убедиться, что отправитель — человек, а не программа-робот. Использование этого метода требует от отправителя выполнения определённых дополнительных действий, часто это может быть нежелательно. Многие реализации таких систем создают дополнительную нагрузку на почтовые системы, во многих случаях они присылают запросы на поддельные адреса, поэтому в профессиональных кругах такие решения не пользуются уважением. Кроме того, такая система не может отличить робота, рассылающего спам, от любых других, например тех, которые рассылают новости.
- Системы определения признаков массовости сообщения, такие как Razor и Distributed Checksum Clearinghouse. Встраиваемые в программное обеспечение почтового сервера модули подсчитывают контрольные суммы каждого проходящего через них письма и проверяют их на серверах служб Razor или DCC, которые сообщают количество появлений письма в сети Интернет. Если письмо появилось, например, несколько десятков тысяч раз — вероятно, это спам. С другой стороны, массовое сообщение может быть и легитимной почтовой рассылкой. Кроме того, спамеры могут варьировать текст сообщения, например, добавляя в конец случайный набор символов.
- Общее изменение идеологии работы электронной почты, при которой для принятия сервером получателя каждого сообщения система отправителя должна выполнить определённое «затратное» действие, например, сообщить результат работы относительно ресурсоемкого математического алгоритма. Для обычных пользователей, отправляющих десятки писем, это не составит затруднения, тогда как затраты спамера умножаются на количество отправляемых им писем, обычно измеряемое миллионами.

### Нетипичные методы
Интересная история случилась с Аланом Ральски (Alan Ralsky), входящим в пятёрку крупнейших спамеров планеты.

Пользователь одного из западных форумов предложил остроумную идею дать Ральски прочувствовать всю прелесть ощущений жертвы, на которую обрушились тонны спама. Сказано — сделано: усилиями тысяч энтузиастов были найдены электронный и физический почтовый адреса предпринимателя, после чего они были подписаны на тысячи самых разнообразных списков рассылки, бесплатных информационных бюллетеней и т. п. Результат не замедлил сказаться: уже через пару недель выведенный из себя килограммами (!) ежедневно поступающей в его ящик бумажной рекламы и многими сотнями электронных посланий, Алан жаловался прессе на «выживших из ума недоброжелателей», пригрозив подать на них в суд.
— Не плюй в колодец, сам в него попадёшь, Журнал «Компьютерра» № 49 от 15 декабря 2002 года

## Юридические аспекты проблемы
В ряде стран принимаются законодательные меры против спамеров. Попытки законодательного запрещения или ограничения деятельности спамеров наталкиваются на целый ряд сложностей. Непросто определить в законе, какая рассылка является законной, а какая нет. Хуже всего то, что компания (или лицо), рассылающая спам, может находиться в другой стране. Для того, чтобы такие законы были эффективными, необходимо выработать согласованное законодательство, которое действовало бы в большинстве стран, что представляется труднодостижимым в обозримом будущем.
В России спам запрещён «Законом о рекламе» (ст.18, п.1)

Распространение рекламы по сетям электросвязи, в том числе посредством использования телефонной, факсимильной, подвижной радиотелефонной связи, допускается только при условии предварительного согласия абонента или адресата на получение рекламы. При этом реклама признается распространенной без предварительного согласия абонента или адресата, если рекламораспространитель не докажет, что такое согласие было получено.
В официальных комментариях Федеральной антимонопольной службы, уполномоченной осуществлять функции контроля за соблюдением этого закона, указывалось на применимость данной нормы к интернет-рассылкам. За нарушение статьи 18 рекламораспространитель несёт ответственность в соответствии с законодательством об административных правонарушениях. Однако ФАС не имеет полномочий для проведения оперативно-розыскных мероприятий по установлению лица, ответственного за спам, а уполномоченные на это органы не могут их проводить в связи с отсутствием в российском административном и уголовном законодательстве ответственности за рассылку спама. Поэтому, несмотря на периодические публикации материалов о привлечении нарушителей к ответственности, в настоящее время данная законодательная норма малоэффективна.
С 1 января 2004 года в США действует федеральный закон, получивший обозначение Can-Spam. Делаются попытки привлечь спамеров к суду, и иногда такие попытки оказываются успешными.
Американец Роберт Солоуэй проиграл процесс в федеральном суде против небольшой оклахомской фирмы-провайдера интернет-услуг, оператор которой обвинил его в рассылке спама. Приговор суда включал в себя возмещение убытков в размере 10 075 000 долларов США.
Первый случай, когда пользователь выиграл дело против компании, занимавшейся рассылкой спама, имел место в декабре 2005 года, когда бизнесмен Найджел Робертс с острова Олдерни (Нормандские острова) выиграл суд против Media Logistics, получив в качестве компенсации 270 £.
В октябре 2009 года социальная сеть Facebook отсудила у американца Сэнфорда Уоллеса, занимавшегося спамом на этом сайте, 711 миллионов долларов.
Для Уоллеса по прозвищу «король спама» это был далеко не первый суд: в 2006 году он был оштрафован на 4 миллиона долларов за незаконную в США рекламу с помощью всплывающих окон, а в 2008 году — на 234 миллиона долларов за спам в социальной сети MySpace.
В 2006 году российский провайдер Majordomo был заблокирован за рассылки спама, якобы ведшиеся с принадлежавших ему адресов.
Принимаемые законы по борьбе со спамом могут противоречить конституции. Так Верховный Суд Вирджинии отменил приговор спамеру Джереми Джейнсу и признал неконституционным закон о борьбе со спамом как нарушающий право на свободу слова.
В ноябре 2010 года депутаты Госдумы РФ и участники интернет-индустрии подготовили поправки в закон «О защите информации», вводящие юридическое определение спама.